# Lenzburg (gemeente)
Lenzburg is een gemeente en plaats in het Zwitserse kanton Aargau en maakt deel uit van het district Lenzburg.
Lenzburg telt 8.837 inwoners.

## Geboren
- Fanny Hünerwadel (1826-1854), Zwitserse operazangeres, pianiste en componiste